# The New York Intellectuals
The New York Intellectuals è il nome attribuito, in modo un po' impreciso, a un gruppo di pensatori, scrittori e critici letterari post-marxisti, attivi nell'ambiente culturale della città di New York intorno alla metà del XX secolo.

## Orizzonte culturale
In maggioranza di origine ebraica, per lo più da famiglie di estrazione lavoratrice o di ceto medio, animarono una comunità intellettuale con una matrice etnico-generazionale, che condivideva molti tratti in comune: le stesse traversie e gli stessi traumi politici, le medesime ossessioni culturali, la comune ispirazione agli stimoli intellettuali di una città, come New York, che, dopo la seconda guerra mondiale, aveva raccolto da Parigi il testimone quale patria dell'arte e del pensiero occidentale.
Gli intellettuali newyorchesi sostenevano politiche di sinistra, ma erano anche su posizioni fermamente anti-staliniste.
Il gruppo è noto per aver cercato di coniugare la teoria letteraria con il marxismo e il socialismo, ma respingendo il comunismo sovietico, giudicandolo un modello politico inaccettabile e impraticabile.
Alcuni tra di loro venivano da una stagione culturale filo-stalinista (un habitus ideologico che poi avevano rigettato), ed erano perfino stati presi, per qualche tempo, tra le "spire" del Partito comunista statunitense (un percorso ideologico iniziale che li accomunava ad altri scrittori, alcuni dei quali da quello stampo impressovi non se ne sarebbero mai liberati). 
Tra i marxisti anti-stalinisti fu il trotskismo a emergere come il punto di vista più condiviso, insieme al pensiero di Rosa Luxemburg. Alcuni degli esponenti del gruppo, come Irving Howe, Seymour Martin Lipset, Leslie Fiedler e Nathan Glazer, furono membri della Lega dei giovani socialisti (Young People's Socialist League), un'organizzazione politica giovanile di tendenze trotskiste
Ad entrambe le figure vi si avvicinarono nella speranza di trovare un sistema ideologico marxista più raffinato, cosa però che resterà di fatto soltanto un'intenzione .

## Personalità
Tra le figure di autori e filosofi associati a questo gruppo vi sono personalità come Hannah Arendt, William Barrett, Daniel Bell, Saul Bellow, Elliot Cohen, Midge Decter, Leslie Fiedler, Nathan Glazer, Clement Greenberg, Paul Goodman, Richard Hofstadter, Sidney Hook, Irving Howe, Alfred Kazin, Irving Kristol, Seymour Martin Lipset, Mary McCarthy, Dwight Macdonald, William Phillips, Norman Podhoretz, Philip Rahv, Harold Rosenberg, Isaac Rosenfeld, Delmore Schwartz, Susan Sontag, Harvey Swados, Diana Trilling, Lionel Trilling, Robert Warshow. Allo stesso gruppo va ascritta l'influente figura di Nicola Chiaromonte, antifascista italiano esule a New York, che si legò in un intenso sodalizio intellettuale con Mary McCarthy, Hannah Arendt, e Dwight Macdonald, e altri intellettuali del cenacolo intellettuale sorto attorno alla rivista Politics, fondata da Macdonald e Chiaromonte.
Molti degli "intellettuali newyorchesi" avevano studiato al City College of New York (la "Harvard del proletariato"), alla New York University e alla Columbia University degli anni trenta del Novecento, e gravitavano spesso intorno all'ambiente delle redazioni di riviste politiche e periodici di sinistra come  Partisan Review, Commentary, politics, Dissent. Nicholas Lemann ha descritto questi intellettuali come il "Bloomsbury americano".
Alcuni di loro, tra cui Irving Kristol, Sidney Hook, Norman Podhoretz, in seguito sarebbero divenute figure chiave nello sviluppo del Neoconservatorismo.